# Братья Улыбайте
«Братья Улыбайте» — российская рэп-группа из Санкт-Петербурга, основанная в 1999 году одними из участников группы «Дэцо».
В 1994 году была образована рэп-группа «Дэцо». Квартет записал дебютную пластинку «Коля, я здесь!», снял видеоклип на заглавную композицию и распался по причине ухода Андрея Бабурина (Shooroop), выбравшего другой проект — «ДеЦл». В 1999 году двое других участников группы, Алексей Скалинов (Скаля) и Константин Королёв (Хром), поменяли название на «Братья Улыбайте» и выпустили три номерных альбома: «Юлия любит Юрия» (2000), «ФанкПозитив» (2001) и «Тут вам не там (Не колоти понты)» (2004).

## История

### 1988—1994: Чёрное и Белое, Bad Balance, Мальчишник
Осенью 1985 года 14-летний Алексей Скалинов («Скаля») увлёкся брейк-дансом и следующие два года повторял дома движения, увиденные им в телепередаче «Международная панорама» и фильмах «Человек с Пятой авеню» (1986), «Брейк-данс» и «Брейк-данс 2» (1984). Таким образом Скаля освоил нижний стиль «брейкинг», а своё прозвище, образованное от сокращения фамилии, получил при занятии танцами. В феврале 1988 года Скалинов в составе брейк-данс-команды «Альянс» участвовал в брейк-фестивале в Мурманске. После чего был приглашён в команду «Тетраэдр», а позже вошёл в состав коллектива «Стоп», который организовали братья Алексей и Александр Мерзликины и Сергей Насущенко («Сушёный»). В конце 1989 года присоединился к брейк-данс-коллективу Bad Balance, который через год преобразовался в рэп-группу, где пробыл до 1995 года.
В 1988 году Константин Королёв («Хром») был приглашён в команду «Тетраэдр». В 1989 году вошёл в состав брейк-данс-коллектива «Стоп» и был взят для подтанцовки в рэп-группу «Чёрное и Белое» продюсерского центра Владимира Киселёва «Белые ночи».
В феврале 1992 года Хром вместе с другими танцорами (братья Мерзликины, Сушёный и Мелкий) был приглашён для подтанцовки в рэп-группу «Мальчишник», уйдя из группы «Чёрное и Белое». Благодаря новому танцевальному шоу коллектив «Мальчишник» обрёл успех, выступив с этим шоу в программе «МузОбоз». Осенью 1992 года Хром вместе с Сушёным покинул группу по личным причинам, а в 1993 году был приглашён братьями Мерзликиными в рэп-проект «Дети болот». Проект прекратил своё существование после записи нескольких треков.

### 1994—1998: Дэцо
В 1994 году была образована рэп-группа «Дэцо», в которую вошли Андрей «Shooroop» Бабурин (из группы «Мистер Малой и Ти-Джем»), Алексей «Скаля» Скалинов (из группы Bad Balance), Константин «Хром» Королёв (из группы «Мальчишник») и Андрей «DJ Primat» Сорожкин. Название группы происходит от имени героя художественного фильма «Медсёстры ночной смены» — Detso Ritter. 12 декабря 1994 года группа выступила на фестивале Rap Music в Московском Дворце Молодёжи, но призового места там не заняла. Первые песни группа записывала в домашних условиях у одного из участников группы, Константина «Хрома» Королёва. Получив положительные отзывы от своих друзей, группа отправилась на профессиональную студию группы «Форум», где перезаписала три песни, в дальнейшем попавшие в ротацию на местном радио. В записи песен группе помогал клавишник группы «Аквариум» и саксофонист группы «Алиса». За музыку в альбоме отвечал Shooroop, а за скретчи — DJ Primat. На все деньги от выхода альбома группа сняла видеоклип на заглавную песню из одноимённого альбома «Коля, я здесь!», но в ротацию телеканала «MTV Россия» он попал лишь в начале 2000 года.

### 1999—2009: Братья Улыбайте
В 1999 году Андрей Бабурин (Shooroop), представившись музыкальным продюсером группы «Дэцо», начал работать в должности звукорежиссёра в продюсерской компании «МедиаСтар» Александра Толмацкого на студии звукозаписи «Тон-ателье №1» в «Останкино». Спустя несколько дней Бабурин узнал о том, что сын Толмацкого взял себе псевдоним «Децл». Приехав в Санкт-Петербург, Бабурин разругался с другими участниками группы и покинул её. Алексей Скалинов («Скаля») и Константин Королёв («Хром») переименовали группу «Дэцо» в «Братья Улыбайте», поскольку в это время в Москве появился рэпер с похожим именем.
В начале 2000 года в программе «12 злобных зрителей» на телеканале «MTV Россия» состоялась премьера дебютного видеоклипа группы на песню «Коля, я здесь!». 12 августа там же был презентован второй по счёту видеоролик группы на песню «Юлия любит Юрия». 9 сентября группа выступила на фестивале Adidas Streetball Challenge. 3 ноября на лейбле «Крем Рекордс» вышел дебютный альбом группы «Юлия любит Юрия». В записи альбома принял участие рэп-исполнитель Андрей Бабурин (Shooroop) («Кем быть», «Дискоу» и «Отдыхать»). Тексты к альбому написали участники группы, а музыку и аранжировку создал Ивсёта Китанцы при поддержке сессионных музыкантов. Песня «Коля, я здесь!» была перезаписана и выпущена в альбоме в качестве бонус-трека. После записи первого альбома «Братья Улыбайте» расстались со своим третьим участником, Ивсёта Китанцы.
Весной 2001 года группа «Братья Улыбайте» записала с группой «Демо» песню «Улыбните ваши лица». В конце апреля на телеканале «MTV Россия» состоялась премьера видеоклипа на новую композицию «Bzzz». Видеоряд составлен из мини-сюжетов «Bzzz» телеканала. 24 июня группа выступила в «Лужниках» на фестивале «Мегахаус-party», а 16 сентября — на турнире по уличному баскетболу «Reebok 3х3» перед главным зданием МГУ. В июле режиссёром Александром Игудиным был отснят видеоклип на совместное творение с группой «Демо», премьера которого состоялась в августе. 20 сентября группа выпустила второй альбом «ФанкПозитив» на том же лейбле. По словам музыкантов, название альбома означает «позитивный фанк». В записи альбома приняли участие вокалистка поп-группы «Демо», Александра Зверева, певица Лена Зосимова, Лика и Ольга Лялина. Тексты к альбому написали участники группы, а в создании музыки и аранжировки им помог D’Juice при поддержке сессионных музыкантов (гитара: Евгений «Бэнсон» Шингарёв + клавишные, Саша Лев, Алексей Белов; бас-гитара: Леонид Гуткин + клавишные, Руслан Золотов, Павел Лобанов; духовые: Евгений Туляков). Помимо девяти основных песен в пластинку вошло три ремикса на песню «Улыбните ваши лица» и два ремикса на песню «Юлия любит Юрия». Осенью группа записала песню «Я хорош!» для саундтрека к фильму «Даже не думай!» (2003).
29 декабря 2002 года группа выступила в качестве хедлайнера на фестивале Rap Music, а Хром был одним из членов жюри.
7 октября 2004 года группа выпустила третий альбом «Тут вам не там (Не колоти понты)» на лейбле «Стиль Рекордс». Музыку и тексты к альбому написали участники группы, а в создании музыки им помогли сессионные музыканты. В поддержку альбома вышел пятый по счёту видеоклип на песню «Не колоти понты», снятый в сентябре 2003 года на Воробьёвых горах.
В 2005 год группа записала песню «Етти (версия 2005)» совместно с DJ Тенгизом.
В 2006 году группа планировала выпустить четвёртый альбом «Очевидное-невероятное».
В 2006 году группа выступила в качестве хедлайнера на фестивале Snickers Urbania.
В 2008 году группа планировала выпустить четвёртый альбом и трэш-хоррор фильм под рабочим названием «Уфология», отснятый летом 2007 года в лесах Карельского перешейка.
В 2009 году песня «Хочу и баста» (feat. Лика) вошла в саундтрек к фильму «Любовь в большом городе».
В 2015 году был выпущен сборник лучших вещей групп «Дэцо» и «Братья Улыбайте» под названием «Олд скулы».

## Состав

### Бывшие участники
- Скаля (Алексей Скалинов) (род. 10 сентября 1971 года, Ленинград) — танцор брейк-данс-команд «Тетраэдр» (1988)[3], «Стоп» (1988—1989) и Bad Balance (1989—1991)[42]. Бывший участник рэп-группы Bad Balance (1991—1994). Рэп-исполнитель, автор песен, участник и сооснователь групп «Дэцо» (1994—1998) и «Братья Улыбайте» (1999—2009)
- Хром (Константин Королёв) (род. 11 октября 1971 года, Ленинград) — танцор брейк-данс-команд «Кенгуру» (1988)[3], «Стоп» (1989—1992), «Чёрное и Белое» (1989—1991), «Мальчишник» (1992) и «Дети болот» (1993). Рэп-исполнитель, автор песен, участник и сооснователь групп «Дэцо» (1994—1998) и «Братья Улыбайте» (1999—2009)
- Shooroop (Андрей Бабурин) (род. 12 июля 1971 года, Ленинград) — танцор брейк-данс-команды Factory of House (1991). Рэп-исполнитель и концертный директор группы «Термоядерный Джем» и «Мистера Малого» (1991—1993). Рэп-исполнитель, автор песен, участник и сооснователь группы «Дэцо» (1994—1998)
- DJ Primat (Андрей Сорожкин) (род. 25 октября 1971 года, Ленинград) — диджей, участник и сооснователь группы «Дэцо» (1994—1998)
- Ивсёта Китанцы — музыкальный продюсер альбома «Юлия любит Юрия», временный участник группы «Братья Улыбайте» (2000)

## Награды
- 30 ноября 2006 года видеоклип на песню «Етти» группы «Братья Улыбайте» получил главный приз на третьей церемонии награждения победителей премии Rambler Vision Awards, ежегодном конкурсе непрофессионального видео[43].

## Критика
В 2000 году редактор газеты «Аргументы и факты» обозначил творчество группы в дебютном альбоме «позитивным рэпом». Обозреватель белорусской «Музыкальной газеты» отметил в альбоме «бесшабашность» текстов и мелодичную музыку с элементами джаза. Редактор интернет-портала eStart, Вадим Рутковский, назвал содержимое альбома «рэпом в духе „old skool“». Корреспондент InterMedia, Екатерина Алексеева, отметила в альбоме большую долю жизнерадостности, в которой нет меры и «правды жизни».
В 2001 году обозреватель журнала «Афиша», Юлия Выдолоб, рецензируя второй альбом «ФанкПозитив», заметила появление в музыке вместо джаза простоватый фанк. Алексей Мажаев из InterMedia заметил, что по телевизору «братья» «прикидываются белыми и пушистыми» с песней «Улыбните ваши лица», на пластинке же они показали своё истинное лицо.

### Ретроспектива
В 2013 году обозреватель журнала «Афиша», Николай Редькин, назвал «Братьев» российскими продолжателями дела De La Soul, исполнявшими добрый и неагрессивный хип-хоп.

### Рейтинги
В 2019 году в ходе опроса 74-х танцоров уличных стилей, проведённого Еленой Матьяновой (Мотя из B.People), Алексей Скалинов («Скаля») получил 3 голоса и занял 28 место в «Народном рейтинге брейкеров СССР 80х. Топ 56 советских низовиков (BREAKING)».
В 2020 году видеоклип группы «Братья Улыбайте» на песню «Юлия любит Юрия» вошёл в список «25 главных хип-хоп-клипов на русском языке» журнала «Афиша».

## Дискография
Альбомы
- 2000 — Юлия любит Юрия
- 2001 — ФанкПозитив
- 2004 — Тут вам не там (Не колоти понты)

В составе группы «Дэцо»
- 1995 — Дэцо & Flip Fantasia (EP)
- 1997 — Коля, я здесь!

Компиляции
- 2015 — Олд скулы («Дэцо»/«Братья Улыбайте»)

Чарты и ротации
В августе 2001 года видеоклип на песню «Улыбните ваши лица» (feat. «Демо») попал в ротацию чарта «Русская десятка» на «MTV Россия».
Видеоклипы на песни «Юлия любит Юрия» (2000) и «Бzzz» (2001) попали в ротацию чартов «Русская десятка» и «20 самых-самых» телеканала «MTV Россия».
По данным интернет-проекта Moskva.FM, 9 песен группы «Братья Улыбайте» были в ротации нескольких российских радиостанций с 2010 по 2015 год. При этом песня «Коля, я здесь!» является самым популярным треком группы на радио.

## Видеоклипы
- 1997 — «7 кг гречи»
- 1997 — «Коля, я здесь!»
- 2000 — «Юлия любит Юрия»
- 2001 — «БZzzz» (feat. MTV)
- 2001 — «Улыбните ваши лица» (feat. «Демо»)
- 2003 — «Не колоти понты»
- 2005 — «Етти»